# Vila Bela da Santíssima Trindade
Vila Bela da Santíssima Trindade est une municipalité brésilienne située dans l'État du Mato Grosso.

## Personnalités
- Tereza de Benguela (?-1770), cheffe de quilombola